# اسکار نونی‌یس
اسکار نونی‌یس (اسپانیایی: Oscar Núñez‎؛ ۱۹۲۹ – ۹ فوریهٔ ۲۰۱۲) بازیگر آرژانتینی بود. 
از فیلم‌هایی که وی در آن نقش داشته است، می‌توان ناین کوئینز و مادربزرگ را نام برد.